# Kleitus av Dardanien
Kleitus (albanska: Kleitusi,  var kung över dardanerna från 335 f.Kr. till 295 f.Kr. Han var son till Bardylis och far till Bardylis d.y.. 